# Konstantin Dubský (starší)
Konstantin Dubský byl český františkán, kazatel a představený tohoto řádu. Podle neověřených zpráv starší řádové historiografie údajně pocházel ze šlechtického rodu pánů z Dubé, čímž byli zřejmě míněni Berkové z Dubé. Po vysvěcení na kněze sloužil nejprve jako kazatel a jeho promluvy byly oblíbené. Na provinční kapitule františkánů v roce 1641 byl jmenován členem provinčního definitoria (definitorem). V letech 1643 až 1646 působil jako kvardián pražského konventu u P. Marie Sněžné. Jako údajně pražský kvardián, spíše však ještě jako definitor, zajistil roku 1643 obnovu dříve opuštěného františkánského kláštera v Kladsku. Pro své nesporně kvalitní organizační nebo osobností vlastnosti se následně Dubský uplatňoval výhradně ve vedení české řádové provincie sv. Václava. Na kapitule roku 1647 v Jindřichově Hradci byl opět zvolen provinčním definitorem, na další řádné kapitule o tři roky později pak provinčním kustodem. Kapitula slavená roku 1650 v Jindřichově Hradci zvolila Konstantina Dubského poprvé na tříleté období českým františkánským provinciálem. Následně (od roku 1656) fungoval jako řádový vizitátor uherské mariánské františkánské provincie, což bývala obvyklá funkce pro zkušené bývalé provinční představené z okolních zemí. Podruhé byl Dubský zvolen provinciálem pro léta 1662 až 1665, když nahradil bratra Bernardina Latkeho. Hned na počátku tohoto jeho druhého období ve funkci byla pod jeho vedením schválena nová česká provinční františkánská statuta, jedna z nejvýznamnějších v 17. a první polovině 18. století, když přinesla do života bratří a organizace řádu snad nejvíce novinek a upřesnění. Jako provinciál se zasloužil okolo roku 1661 o opravu kláštera v Kadani zničeného za Třicetileté války. Naplnil též přání majitele slánského panství a nejvyššího purkrabího českého království Bernarda Ignáce Bořity z Martinic a jeho manželky Polyxeny, rozené ze Sternberga, a s jejich pomocí uvedl roku 1655 první františkány do města Slaného, kde nechali zbudovat nový klášter. Společně s Bernardem Sannigem mu jako jediným dvěma soudobým českým františkánům bylo Kongregací pro inkvizici povoleno roku 1662 číst církví zakázané knihy. Františkán Konstantin Dubský – český provinciál zemřel 15. března 1669.